# Antoni Maria Marcet i Poal
Antoni Maria Marcet i Poal (Terrassa, 5 de juliol de 1878 - Abadia de Montserrat, 13 de maig de 1946) fou un monjo de l'Abadia de Montserrat. Nomenat abat coadjutor el desembre de 1912, fou nomenat abat l'any 1913 en substitució del seu predecessor, Josep Deàs.

## Aportacions destacables
Ingressà en el noviciat del monestir el 24 de febrer de 1894, quatre anys més tard que el seu germà Adeodat Marcet Poal (1875-1964)
L'any 1906 inicià la Revista Montserratina, de la qual fou redactor i administrador. Amb la col·laboració de Bonaventura Ubach, Gregori Maria Sunyol i d'altres, feu possible l'aparició de la Bíblia de Montserrat. Restaurà la impremta del monestir (1918) i impulsà diverses publicacions, com ara Analecta Montserratensia.

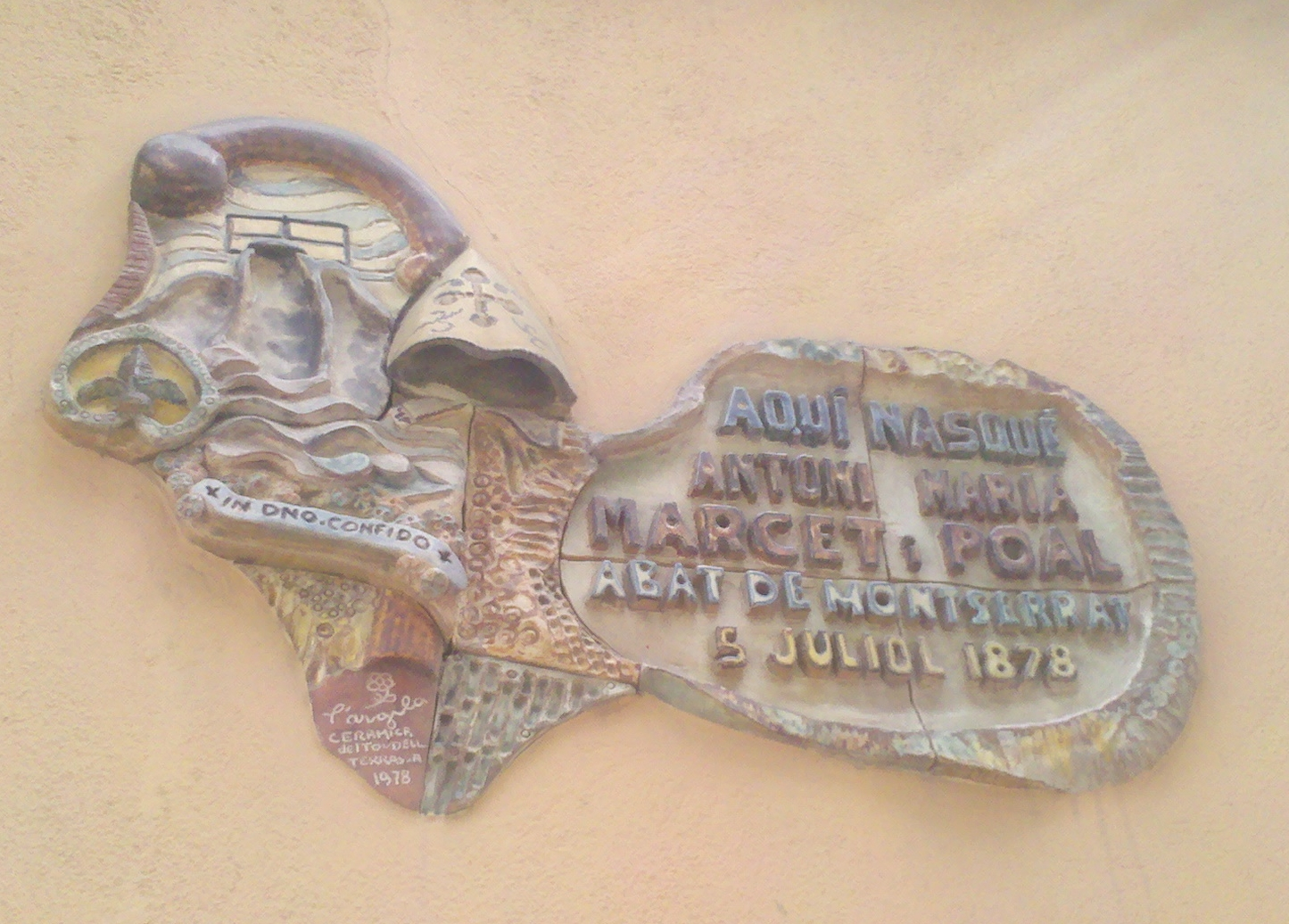
Placa a la casa natal del carrer del Vall (Terrassa)

Promogué l'ús del català tant com a llengua de relació dins el monestir com en la consideració del català com a llengua de cultura habitual.
Amb l'ajuda de Antoni Maria Tobella i Guixà, el seu promotor, creà pràcticament l'actual biblioteca del monestir, i contribuí eficaçment en la reconstrucció material del santuari, amb la col·laboració de Puig i Cadafalch.
Patrocinà el primer Congrés Litúrgic de Montserrat, del 1915, que suposà per a l'Església catalana un revifament de la litúrgia i un apropament als corrents innovadors centreeuropeus de l'època. Al 1936, «una vegada fora d'Espanya, M. Marcet va indicar a tots els seus monjos en edat militar que es traslladessin a la zona nacional i s'incorporessin a l'Exèrcit. Després d'uns mesos a Alemanya, l'abat de Montserrat, a mitjan juliol de 1937, va entrar a l'Espanya nacional i, acompanyat pel cardenal Gomà, va visitar a Franco a Salamanca. Després va fixar la seva residència en el balneari de Belascoain, prop de Pamplona, on va romandre amb els seus monjos fins que el 25 de gener de 1939 Montserrat va ser alliberat». En 1940, l'abat Marcet visita a Franco a Madrid per a donar-li una cèdula on el nomenava confrare de Montserrat. Al 1942, escriu Santos Juliá: «“Heu fet triomfar la nostra fe amb la vostra espasa contra la fúria dels seus enemics”: amb aquestes paraules rebia Antoni Maria Marcet a Francisco Franco en la basílica de Montserrat el 26 de gener de 1942. L'abat mitrat saludava al cap de l'Estat que, "amb la protecció i ajuda molt patents de Déu" i com a "instrument de la Provisió", havia donat cim a l'"admirable gesta de la reconquesta d'Espanya" i havia retornat a l'Església "els nostres temples i les nostres llars i, amb ells, l'exercici del dret de cristians i espanyols.»
Debilitat pels anys de treball, el 1941 demanà un coadjutor i la comunitat elegí Aureli Maria Escarré i Jané. El seu cos reposa a la cripta de la basílica montserratina, en un sarcòfag esculpit per Joan Rebull (1951).
L'any 1931 celebrà el novè centenari de la fundació del monestir, que coincidí amb el cinquantenari de la coronació de la Mare de Déu de Montserrat com a patrona de Catalunya.
Inaugurà els museus montserratins i restaurà l'església romànica de Santa Cecília.